# سلامة القرآن من التحریف و تفنید الافتراءات علی الشیعه الامامیه
سلامة القرآن من التحریف و تفنید الافتراءات علی الشیعه الامامیه کتابی از فتح‌الله محمدی است که در سال ۱۳۸۲ منتشر و در مراسم کتاب سال جمهوری اسلامی ایران به‌عنوان کتاب برگزیده معرفی شد.